# Seengen
Seengen is een gemeente en plaats in het Zwitserse kanton Aargau en maakt deel uit van het district Lenzburg. Seengen telt 3.718 inwoners.

## Overleden
- Franziska Romana von Hallwyl (1758-1836), Oostenrijks-Zwitserse edeldame